# 田草埔
田草埔，是臺灣高雄市鳥松區的一個傳統地域名稱，位於該區東部。相較於今日行政區，其範圍大致包括大竹里不含西北部邊界地帶及東北部邊界地帶、華美里、仁美里東北半部、坔埔里東部邊界地帶北側及南側各一小段，以及大樹區的井腳里西部邊界地帶中央偏南段、水寮里西部邊界地帶中央偏北段。
本地區境內主要聚落為田草埔（今仁美），設有仁美國小。

## 歷史
台灣日治初期，田草埔地區為一街庄，稱為「田草埔庄」（舊制街庄），隸屬於赤山里。該庄昔日西北與十九灣庄為鄰，東北邊及東邊北側一小段與小坪頂庄為鄰，東邊其餘部分與無水藔庄為鄰，南邊為磚仔磘庄，西南邊為大腳腿庄，西邊為坔埔庄。
1901年（日治明治三十四年）11月11日，全台廢縣廳改設二十廳，該庄隸屬於鳳山廳。1904年（明治三十七年）5月3日，該庄編入「赤山區」，隸屬於鳳山廳。1909年（明治四十二年）10月25日，全台合併二十廳為十二廳，赤山區改隸屬於臺南廳。1920年（大正九年）10月1日，全台地方制度大改正，廢十二廳改設五州二廳，該庄改制為「田草埔」大字，隸屬於高雄州鳳山郡鳥松庄（新制街庄）。
戰後鳥松庄改制為鳥松鄉，隸屬於高雄縣，大字亦改制為村。1950年（民國39年）10月1日，高、屏分治，鳥松鄉仍隸屬於高雄縣。2010年（民國99年）12月25日，高雄縣、市合併為直轄高雄市，鳥松鄉改制為鳥松區，村亦改制為里。

## 聚落
本地區發展較早的聚落為田草埔（今仁美），在日治初期的官方地圖上已有記載。

## 交通
區道高58線是三欉竹至水寮的道路，經過本地區的田草埔聚落。
區道高61線是大竹坑至後庄的道路，其北前端點（起點）位於本地區中部略偏西北的大義街路口，由此向東南轉南蜿蜒而行，會經過本地區的田草埔聚落。

## 學校
- 仁美國小

## 公務機關
- 高雄市政府警察局仁武分局仁美派出所